# Policía Foral de Navarra

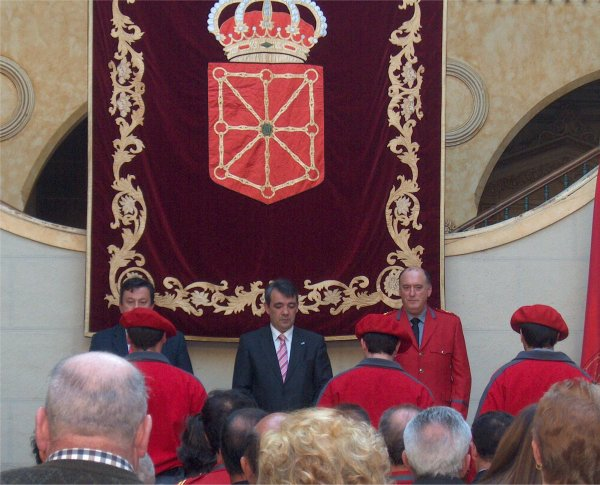
Policía Foral de Navarra

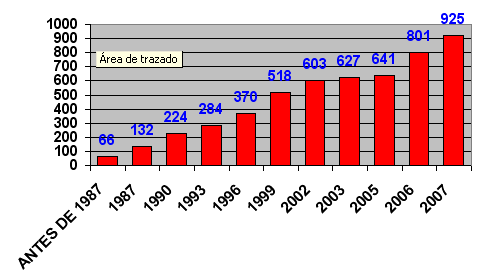
Personalstyrkans tillväxt i Policía Foral

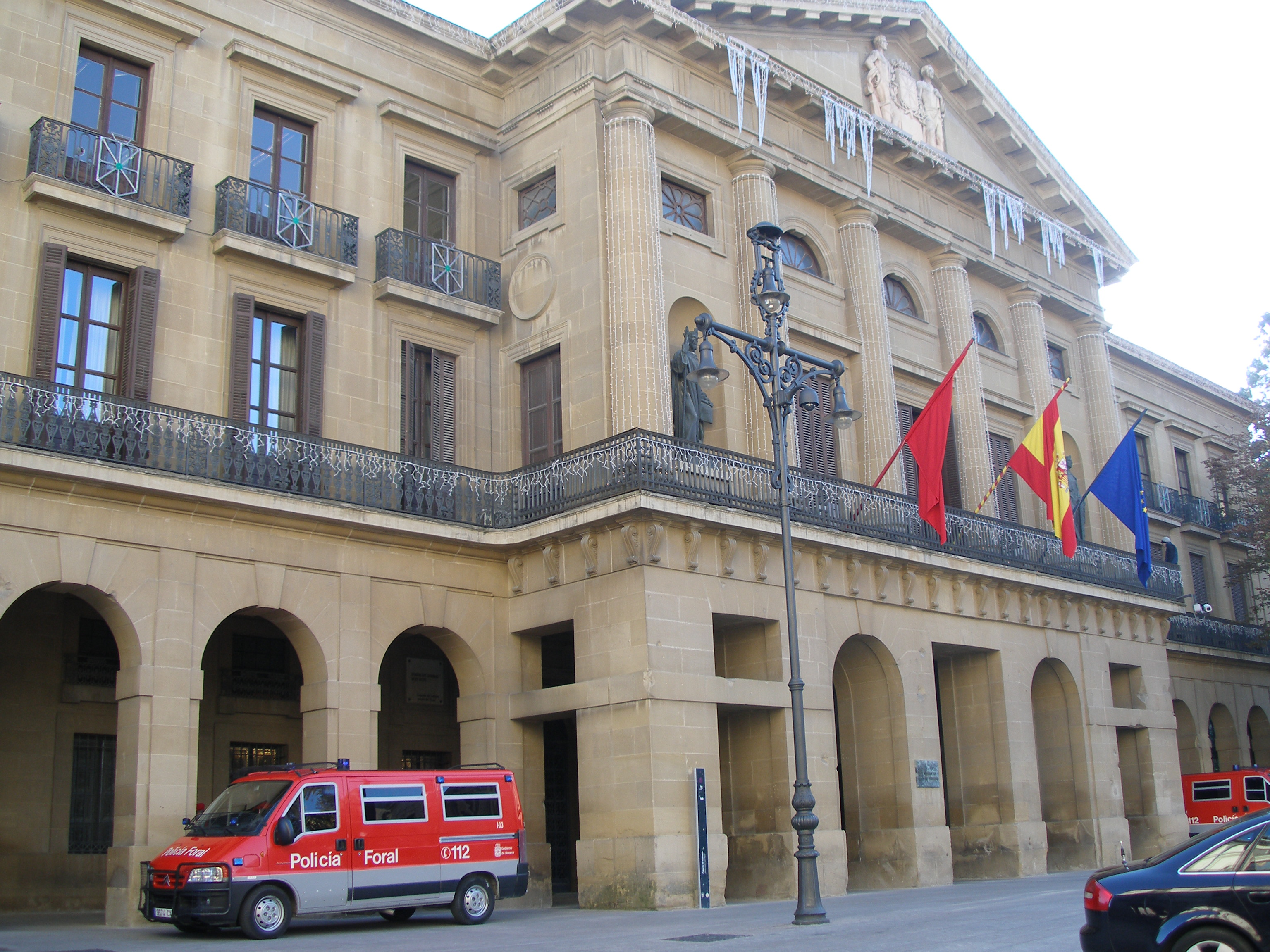
Piketbuss från Policía Foral

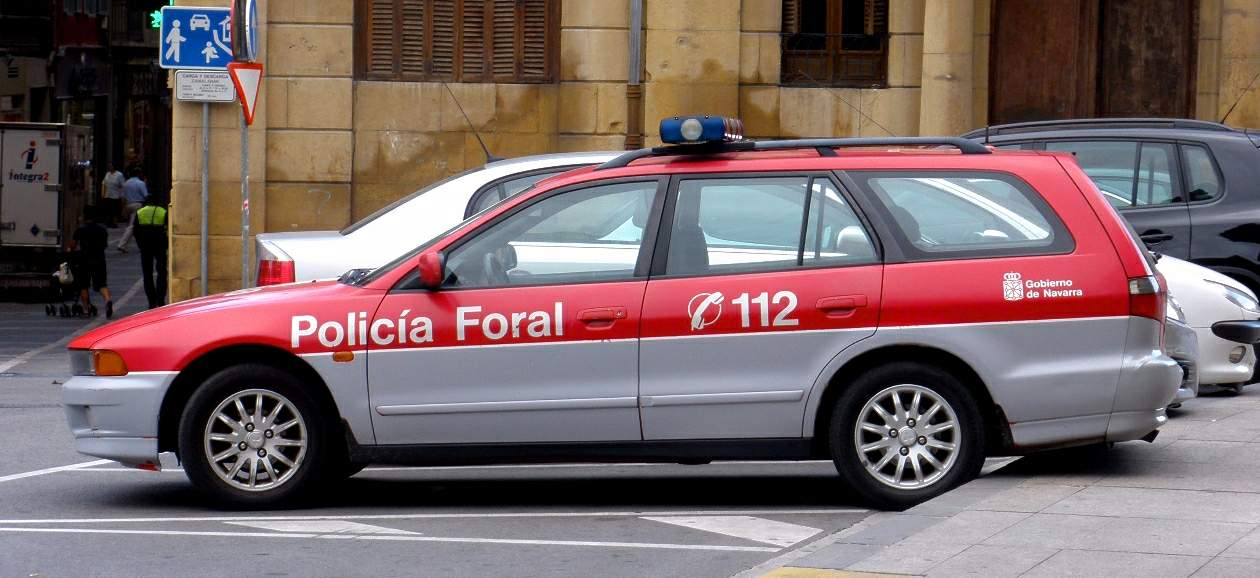
Polisbil från Policía Foral

Policía Foral de Navarra (Nafarroako Foruzaingoa på baskiska), är den autonoma regionen Navarras egen poliskår.

## Tillkomst
Policia Foral bildades 1928 som trafikpolis och fick 1964 sitt nuvarande namn. Från början övervakade den endast det statliga vägnätet, vilket i Navarra alltid har legat under regionen, men framförallt från och me 1982 har den fått vidsträcktare uppgifter. Policía Foral bär röda uniformsjackor och mörka byxor, med en röd basker. De avviker därför utseendemässigt mycket tydligt från de statliga spanska poliskårerna. Genom den röda färgen och baskern anknyter uniformen till Navarras historia. År 2007 fanns det 925 poliser i Policía Foral. Polisverksamheten i Navarra, med cirka 600 000 invånare, utövas dock även av de två spanska nationella poliskårerna och regionens kommunala poliskårer. Policía Foral är en av Spaniens fyra regionala poliskårer.

## Organisation
Policía Forals högkvarter i Pamplona är organiserat på fyra huvudavdelningar under polisöverintendenter. I varje avdelning finns ett antal sektioner under polisintendenter. 
- Stabsavdelning
  - Teknisk sektion
  - Administrativ sektion

- Administrativ polisavdelning
  - Trafiksektion
  - Miljöövervakningssektion
  - Sektion för offentliga tillställningar

- Ordningsavdelning
  - Ordningssektion
  - Sektion för myndighetsskydd
  - Insatssektion

- Utredningsavdelning
  - Kriminalsektion
  - Kriminalteknisk sektion
  - Informationssektion

### Territoriell indelning

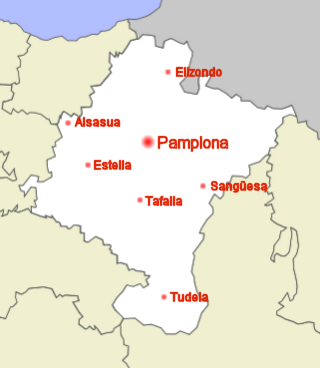
Policía Forals kommissariat eller huvudpolisstationer i Navarra

Kommissariaten eller huvudpolisstationerna är högkvarter för de sju polisområden som Navarra är indelat i. En polisintendent är chef för varje polisområde. 
- Pamplona
- Tudela
- Tafalla
- Estella-Lizarra
- Sangüesa
- Alsasua
- Elizondo

## Polisens grader i Navarra

Gradbeteckningar i Policía Foral

| Grader 1982-2006 | Grader från 2006    | Svensk motsvarighet        |
| ---------------- | ------------------- | -------------------------- |
| Policía Foral    | Policía             | Polisassistent             |
| Cabo             | Cabo                | Polisinspektör             |
| Sargento         | Subinspector        | Polisinspektör (gruppchef) |
| Subinspector     | Inspector           | Poliskommissarie           |
| Inspector        | Comisario           | Polisintendent             |
| Oficial          | Comisario Principal | Polisintendent             |
| Jefe             | Jefe                | Polismästare               |